# Protorosaurus

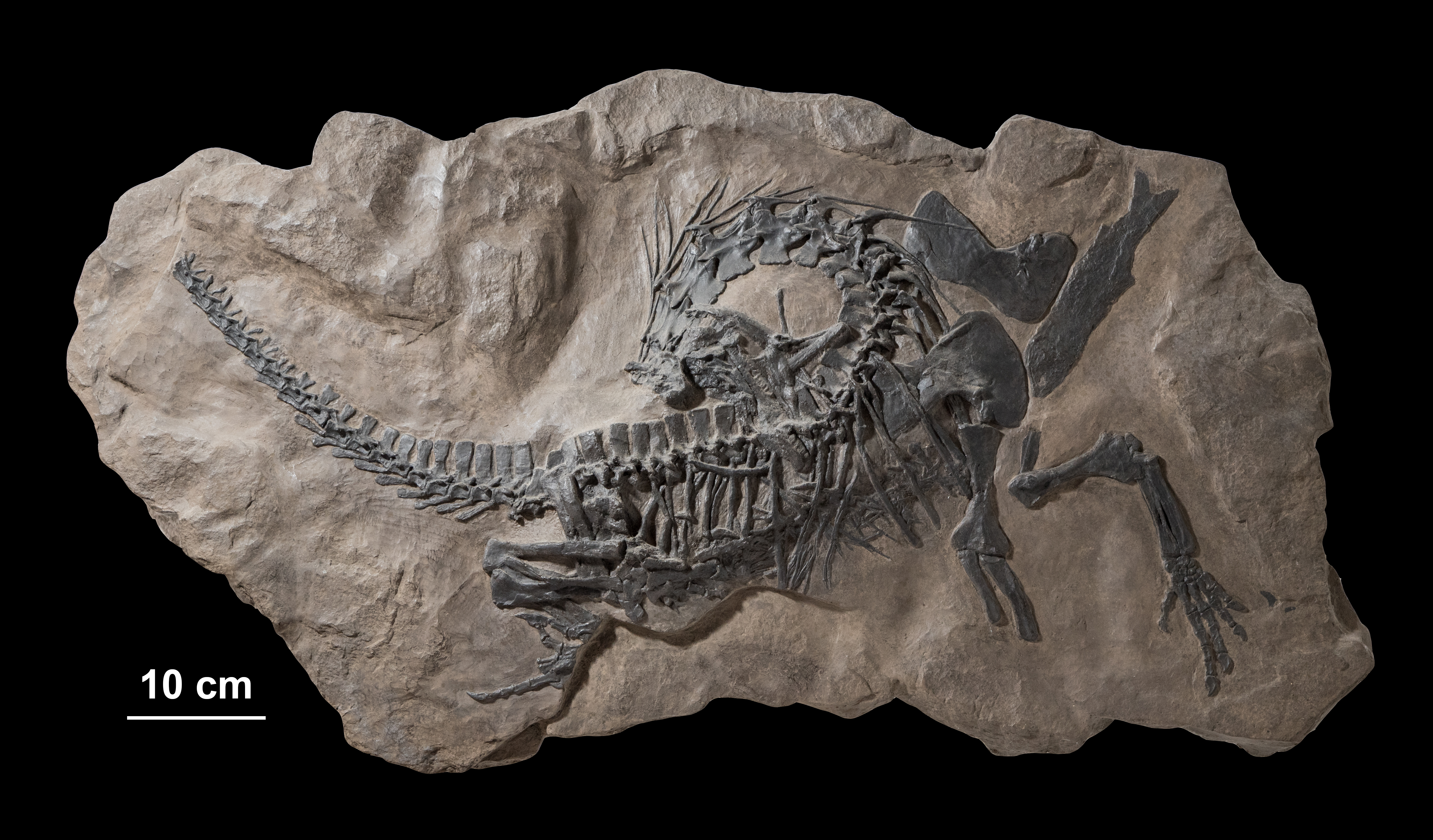
Fossil von Protorosaurus speneri, gefunden in Ibbenbüren

 Protorosaurus  ist eine ausgestorbene Gattung reptilienähnlicher Sauropsida aus den Lopingium (Oberperm) von Deutschland. Fossile Überreste stammen aus dem Kupferschiefer von Sachsen-Anhalt, Thüringen, Nordrhein-Westfalen, Niedersachsen und Hessen. Auch aus England wurden schon früh Funde bekannt (Hancock & Howse 1871). Es wurden ursprünglich zwei Arten beschrieben, P. speneri und P. huxleyi. Erstere wurde zu Ehren von Christian Maximilian Spener benannt, der 1710 das erste, 1706 bei Kupfersuhl gefundene Exemplar informell beschrieben hatte. Die zweite Art, die nur durch ein einzelnes Exemplar aus dem englischen Kupferschieferäquivalent „Marl Slate“ bekannt ist, wurde 1914 von D. M. S. Watson auf Grund von Unterschieden im Körperbau als Adelosaurus huxleyi in eine eigene Gattung verschoben, was 1988 durch Susan Evans bestätigt wurde.

## Entdeckungsgeschichte
Erste Fossilien wurden schon 1706, 1717/18 und 1733 bei Kupfersuhl und Glücksbrunn beim Abbau von Kupferschiefer gefunden. Sie wurden zunächst als „marinum amphibium“, „felis marina“, versteinertes Krokodil, Eidechse oder fossiler Waran beschrieben. Die Ungewöhnlichkeit der Funde sorgte zur Zeit der Aufklärung bzw. des Barock für Aufsehen. Erste Abbildungen finden sich bereits kurz nach der Entdeckung bei Scheuchzer (1708), Spener (1710), Büttner (1710), Mylius (1718). Auch der Schweizer Universalgelehrte Johann Jakob Scheuchzer bildete die beiden ältesten Funde des Protorosaurus in seiner Abhandlung über Fische 1708 und in der Kupferbibel 1731 ab. Für ihn war es einer der Beweise für die Richtigkeit der Sintfluttheorie, die im 18. Jahrhundert von der Wissenschaft zur Entstehung der Fossilien vertreten wurde. Spätere Funde von (unvollständig erhaltenen) Gliedmaßen wurden – entsprechend der Sintfluttheorie – als menschliche Überreste bestimmt und schufen im Volksmund den Begriff der „Richelsdorfer Kinderhand“.
Nach Funden aus Thüringen folgten Funde bei Rothenburg, Eisleben, Mansfeld und Richelsdorf, die zum Teil noch im 18. Jahrhundert beschrieben wurden. Neuere Funde stammen aus Bad Sachsa und Ibbenbüren, aber auch die Bergbauhalden um Eisleben und Richelsdorf bieten immer wieder neue Funde. Inzwischen liegen mindestens drei komplette Funde vor. Das besterhaltene Skelett stammt aus Ibbenbüren. Es wurde wiederholt der Öffentlichkeit präsentiert und diverse Museen zeigen Abgüsse des Stückes.
Hermann von Meyer gab dem Reptil 1832 seinen auch heute noch gültigen wissenschaftlichen Namen. Für eine Monographie der Kupferschiefersaurier nur wenige Jahre später im Jahre 1856 lagen ihm schon 20 Exemplare vor, meist aber nur Rumpf- und Schwanzfragmente mit Gliedmaßen.
Eine Neubearbeitung von Protorosaurus stammt von Gottmann & Sander (2009).

## Merkmale

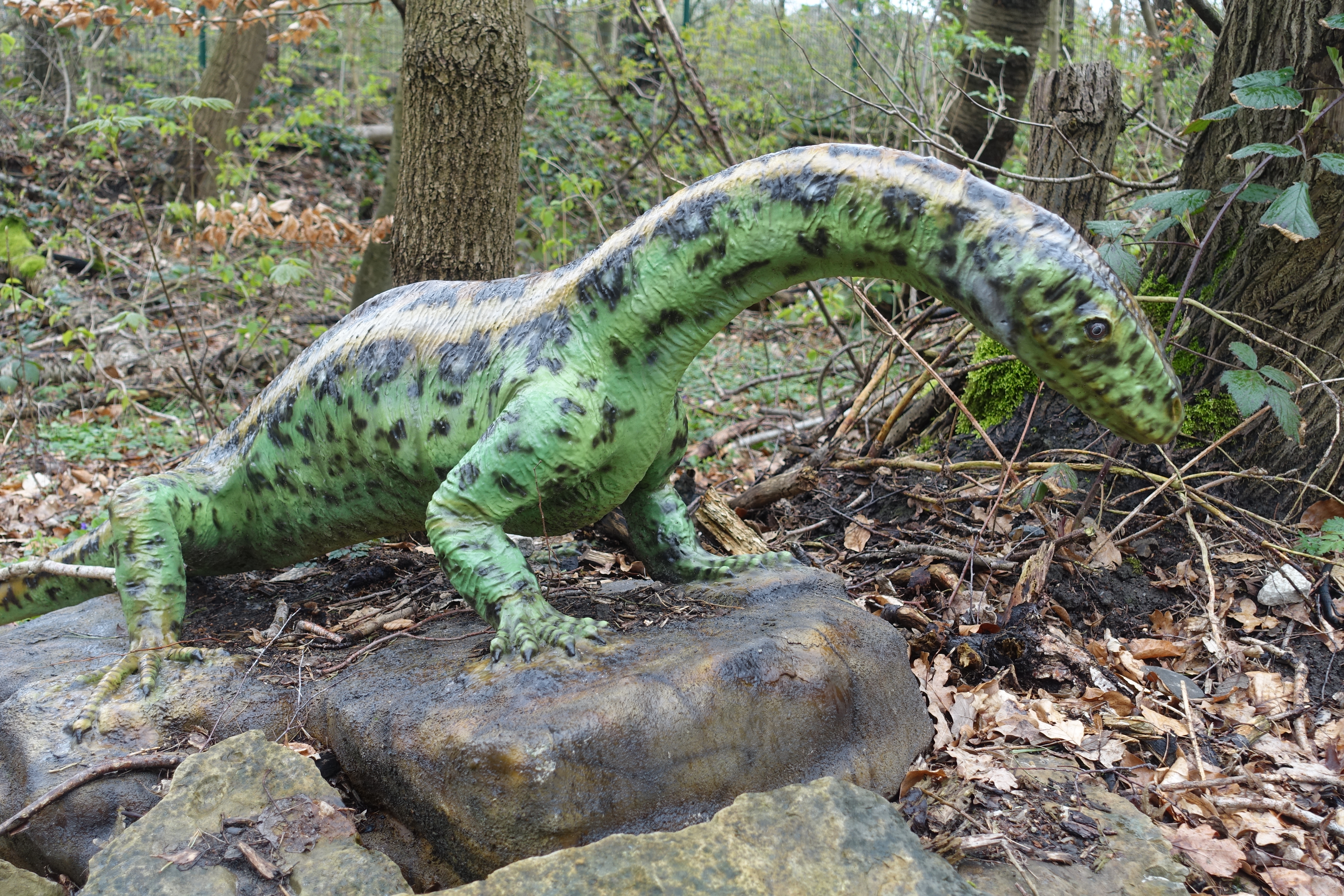
Protorosaurus, moderne Rekonstruktion im Dinosaurier-Park Münchehagen

Protorosaurus war eine langhalsige Echse, die im ariden Klima am Rande des Zechsteinmeeres lebte und im gesamten Ablagerungsraum verbreitet war. Unzählige pflanzliche Überreste – Samenanlagen vom Nadelbaum Ullmannia – in der Magengegend eines zerfallenen Skelettfundes wurden frühzeitig von Weigelt (1930) als Mageninhalt gedeutet. Schweitzer (1963) beschreibt einen großen Koprolithen mit multiplen Samenanlagen von Ullmannia aus dem Kupferschieferäquivalent des Niederrheingebietes und ordnet diesen Protorosaurus zu. Trotz dieser eindeutigen Hinweise auf die herbivore Ernährung, vermuteten Haubold & Schaumberg (1985) auf Grund der einspitzigen Zähne eine Ernährung von Fischen.
Erst Munk & Sues (1993) konnten anhand eines weiteren Fundes mit pflanzlichen Resten und Magensteinen in der Magengegend die pflanzliche Ernährung beweisen, die heute auch wissenschaftlich akzeptiert ist. Wahrscheinlich hat Protorosaurus die Samen von den vom Baum gefallenen reifen Koniferenzapfen von Ullmannia frumentaria gezielt aufgenommen, denn nur so erklären sich die Funde von dutzenden von Samenanlagen als fossiler Mageninhalt. Ullmannia frumentaria kam in lichten Beständen am Rande des Zechsteinmeeres häufig vor und bildete offenbar einen idealen Lebensraum. Die damit verbundene Nähe zum Zechsteinmeer erklärt die häufigen Funde in den Ablagerungen des Kupferschiefers und seiner Äquivalente.
Protorosaurus hatte 7 Halswirbel, insgesamt 26 Präsakralwirbel (Wirbelknochen vor dem Becken), zwei Lendenwirbel und schätzungsweise 50–70 Schwanzwirbel, wovon bisher maximal 39 belegt sind (Gottmann & Sander 2009). Hermann von Meyer stellte am Kupfersuhler Exemplar eine Länge von 1,64 Meter fest. Aus weiteren fragmentarischen Funden weiß man, dass diese Größe nicht die maximal erreichbare Größe war, diese liegt geschätzt bei 2,50 Meter. Einen Fund dieser Größe beschrieb bereits der Hallesche Professor Ernst Friedrich Germar in seiner Kupferschiefer-Fossilien-Monographie 1840, er stammt aus Wimmelburg bei Eisleben und wurde kurz zuvor 1839 gefunden. Ein ähnliches Belegstück eines großen Exemplars ist im Naturhistorischen Museum in Schleusingen in Thüringen ausgestellt. Weitere Funde kann man sich im Naturhistorischen Museum in Wien und im Westfälischen Museum für Naturkunde in Münster ansehen. Auch den zweitältesten Fund von Kupfersuhl aus dem Jahre 1717/18 kann man sich heute noch ansehen, im Naturalienkabinett Linck in Waldenburg in Sachsen.
In der älteren englischen wissenschaftlichen Literatur findet sich der synonym verwendete Name „Proterosaurus“, der auf die paläontologischen Arbeiten über den deutschen Zechstein des Dresdner Professors Hanns Bruno Geinitz von 1848 und 1861 zurückgeht. Dieser korrigierte sprachlich falsch gebildete paläontologische Namen u. a. auch den Namen des Protorosaurus, da die erste Silbe des Namens vom griechischen Wort „proteros“ (erster, der Erste) abgeleitet wurde. Nach den aktuellen internationalen Nomenklaturregeln ist aber immer der älteste verfügbare Name gültig, ungeachtet einer möglichen unkorrekten Schreibweise.

## Systematik
Protorosaurus wurde in der Vergangenheit unter anderem den Rhynchocephalia und den „Thecodontia“ zugeordnet, wobei sich die letztgenannte Ansicht durchgesetzt hat. Heute, in der Ära der phylogenetischen Systematik, wird die Gruppenbezeichnung „Thecodontia“ jedoch nicht mehr verwendet. Stattdessen wird Protorosaurus in die Stammgruppe der Archosauria gestellt und gilt als ältester bekannter Vertreter der Archosauromorpha. Er ist sozusagen ein Vorfahr der Vorfahren der Dinosaurier.